# Thibaud Maistrier
Pour les articles homonymes, voir Maitrier.
Thibaud Maistrier, né à Dijon vers 1629 et mort en 1675 à Toulouse, est un sculpteur français.
Il a réalisé des retables et des compositions religieuses baroques pour les édifices religieux de Toulouse et de Cahors.

## Biographie
D'une famille originaire de Langres, Thibaud Maistrier est le fils de Pierre Maistrier, maître menuisier et sculpteur établi à Dijon et de Claudine Le Blanc. Pierre Maistrier avait sculpté des décors de la chapelle de la Sainte Hostie, dans la Sainte-Chapelle ducale.
Après son arrivée à Toulouse, Thibaud Maitrier travaille sur des dessins d'Antoine Frédeau dans l'atelier de Pierre Affre, puis en 1660 il succède à Pierre II Legoust, fils de Georges Arthus Legoust. Il est dit en 1656 "Mestre sculpteur de Toulouse" dans la commande qui lui est faite de réaliser un tabernacle pour l'église des Cordeliers de Septfonds, diocèse de Cahors[réf. souhaitée].
Il épouse Antoinette Frédeau, fille de Jehan Frédeau (mort en 1644), architecte et sculpteur et d'Antoinette de Morizot, elle-même fille du plus grand sculpteur de Toulouse, le 24 novembre 1662 à l'église Saint-Jacques de Toulouse, paroisse de leur domicile, 9, rue Boulbonne, dans le quartier Saint-Étienne. Au moment de son mariage, Thibaud Maitrier était veuf de la fille de Georges Legoust, sculpteur toulousain. Sa seconde épouse, Antoinette Frédeau, était aussi d'une famille d'artistes, petite fille d'Antoine Morizot ; Antoine Frédeau, son grand-père, maître menuisier à Paris, fournit à Thibaud Maistrier le 1er août 1668, les projets pour le retable de Sainte-Ursule de Toulouse. Ils eurent de nombreux enfants dont Marie, Jehan le 2 janvier 1670, Marguerite le 16 septembre de la même année, et une autre Marie le 29 août 1676.

### Descendance
Jehan Maitrier, sculpteur, sans doute son fils, devint après son décès procureur et juré de la communauté de métier des menuisiers à Dijon.
Antoine Maistrier, son fils, né à Toulouse vers 1671, est maître peintre, membre de l'Académie de Saint-Luc à Paris, demeurant rue Saint-Jacques, puis près du pont Notre-Dame, marié le 9 mai 1699 à Paris avec Geneviève Petit, veuve de Mathieu Frary, peintre, mort le 25 octobre 1697. Il est mort avant le 24 juillet 1728, puisqu'à cette date elle est dite veuve d'Antoine Maistrier, maître peintre, demeurant sur le pont Saint-Michel, et elle vend leur maison de plaisance : « une maison carrée à porte cochère, avec une terre et un jardin clos de murs d'un arpent chaque, et dans l'enclos un pavillon avec un jeu de billard, située à Gentilly sur la grand route conduisant au moulin d'Arcueil » et en donne quittance à Jean-Sylvain Cartaud, architecte du roi, pour la somme de 6 000 livres payées pour son beau-frère René Frémin, professeur de l'Académie royale de peinture et de sculpture, sculpteur du roi d'Espagne où il réside. Elle reçoit en 1729 une quittance de Marie-Nicole Courtois, veuve de Jacques Guillemot, sieur d'Alby, avocat au parlement. À la même date, une autre quittance faite par Maistrier à Jean Pironoi se trouve en Tchécoslovaquie.

## Œuvres
- Beaune, Hospices de Beaune : tabernacle à dais d'exposition du maître autel, selon un marché passé en 1704[12] qui est une vaste composition ornementale baroque.
- Cahors, la Congrégation de la Mission et le Supérieur du Séminaire de Cahors ont passé contrat devant notaire le 20 février 1677 avec le « Sr Thibaud Maistrier, sculpteur et architecte de la ville de Tholose » pour « la faction de deux tabernacles, l'un de même grandeur, largeur et hauteur que celui qu'il a fait pour le Collège de l'Esquile avec autant d'autres figures et ornements nécessaires ; et marqué dans sa boutique de hauteur de huit paumes (1,796 mètre) sans (compter) l'image de la Résurrection et autant de largeur, avec quatre figures outre celle de la porte, lesquels tabernacles seront faictz et parfaits et dorés selon l'art dans six mois prochains moyenant la somme de Cent soixante cinq livres pour le premier (autel) et cent cinquante livres pour le second [...]»[13].
- Dijon, 
  - abbaye Saint-Bénigne : travaux décoratifs signalés par une mention de « Jean Maistrier, sculpteur, demeurant à Dijon »[14].
  - Sainte-Chapelle : « ouvrages de menuiserie faits dans la chapelle de la Sainte Hostie par Pierre Maistrier, selon le dessin de feue Mme du Guay qui avait laissé à cet effet une somme de 150 livres. »[15]
- Montaigut-sur-Save, église Notre-Dame d'Alet : retable en bois doré, et Pietà, 1680.
- Paris :
  - Plusieurs dessins d'antiquités mentionnés dans Miscellanea eruditœ autiquitatis, notis illustrationi, ou la Recherches d'antiquités y exécutées pour Jean du Tilliot, 3 volumes : tomes I, II et IV (tome III manquant). Des explications ou dissertations accompagnent les dessins de ces trois volumes. Quelques dessins représentant les curiosités du cabinet sont signés de Nicolas Guenegault (ou Venevault), Maistrier, ainsi que du calligraphe et dessinateur Jean Piron[16],[17].
  - Représentation de la tombe de Childebert (mort en 558) à l'abbaye de Saint-Germain-des-Prés, mentionnée comme source iconologique[18],[19].
- Toulouse :
  - Cathédrale Saint-Étienne : œuvres pour la confrérie des Brassiers, 1676[6].
  - Chapelle du collège de l'Esquile, retable et tabernacle[20].
  - Église dominicaine du couvent Sainte-Catherine-de-Sienne : un retable complet[21] par un contrat passé directement par Henri Le Masuyer, procureur général du parlement, dont la fille était une des dames[22].
  - Église des Récollets : retable, 1664[6].
  - Église Saint-Exupère de Toulouse : Christ ; Louis Bertrand ; Sainte Rose de Lima, statues.
  - Église des ursulines Sainte-Ursule : retable[23], d'après un dessin d'Ambroise Frédeau, 1668.
  - Musée des Augustins : une œuvre[24].

Œuvres de Thibaud Maistrier
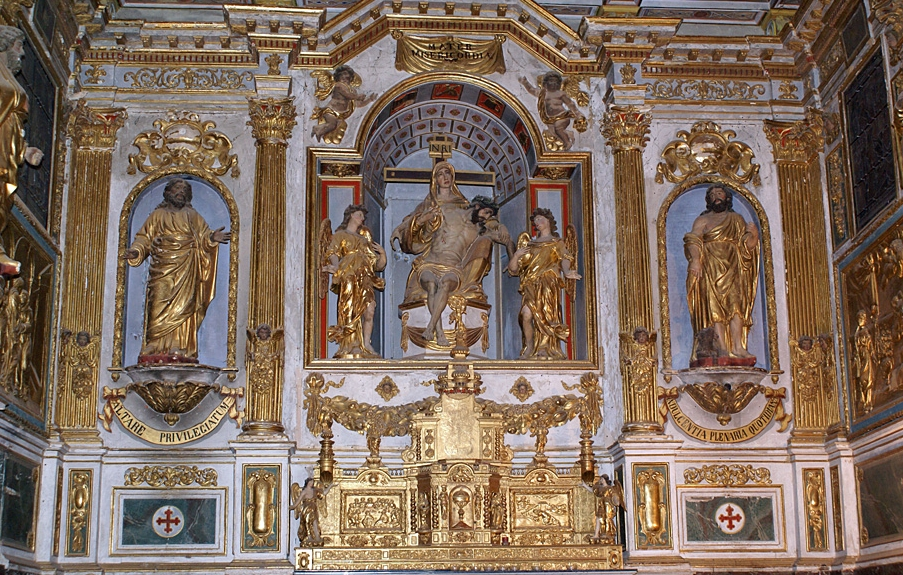
Retable et Pietà (1680), Montaigut-sur-Save, église Notre-Dame d'Aletz.
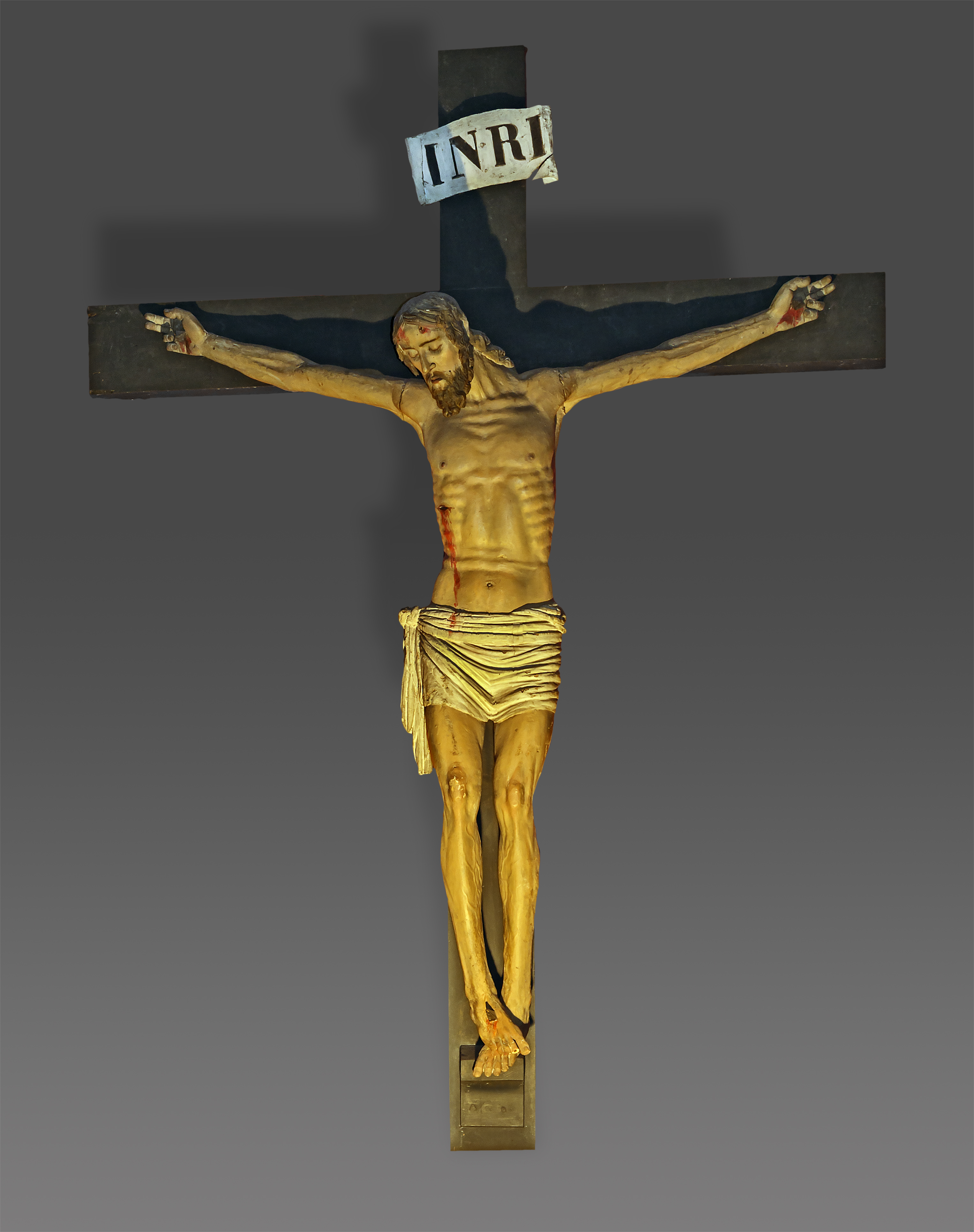
Christ en croix, église Saint-Exupère de Toulouse.
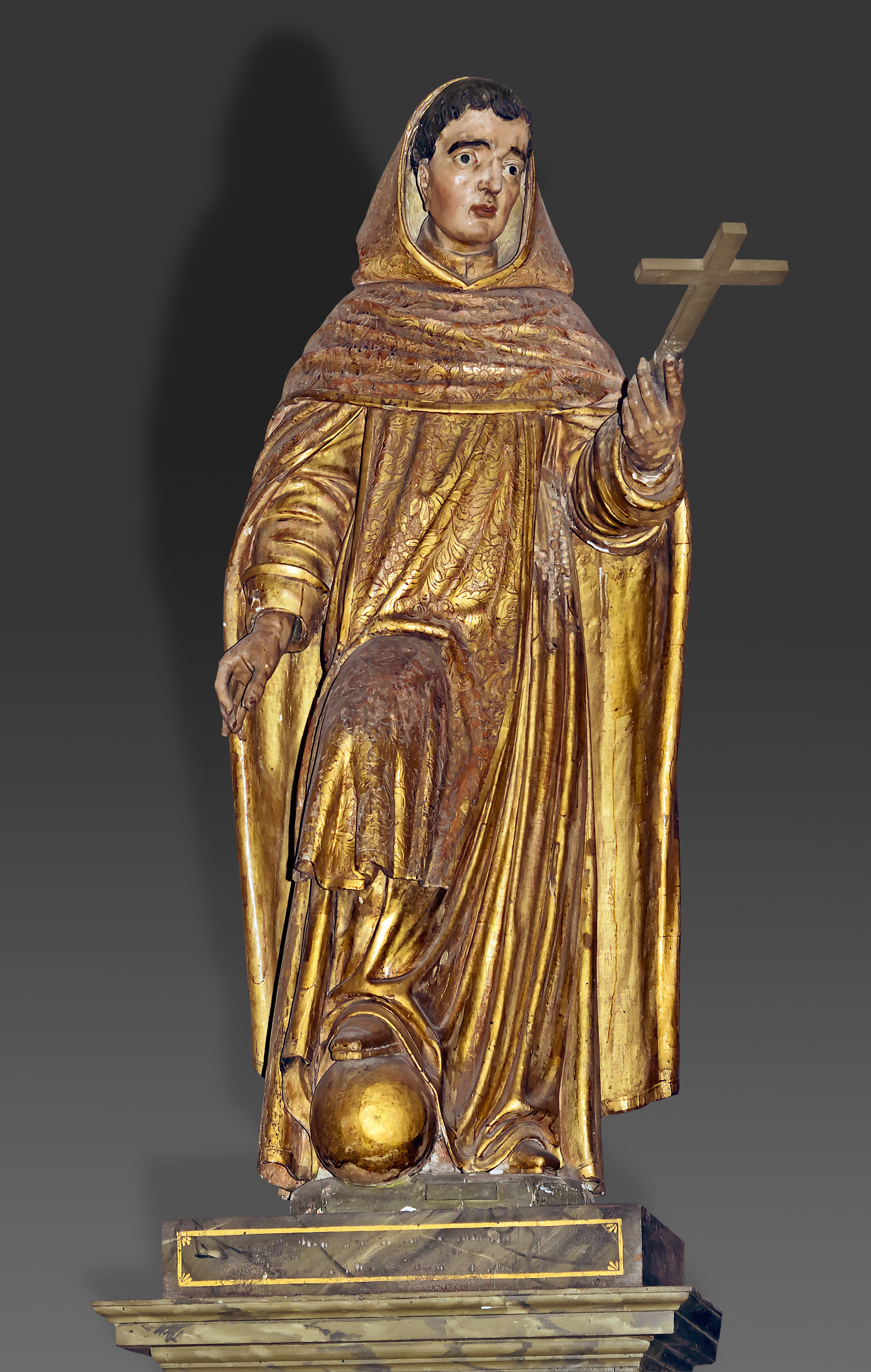
Louis Bertrand, église Saint-Exupère de Toulouse.
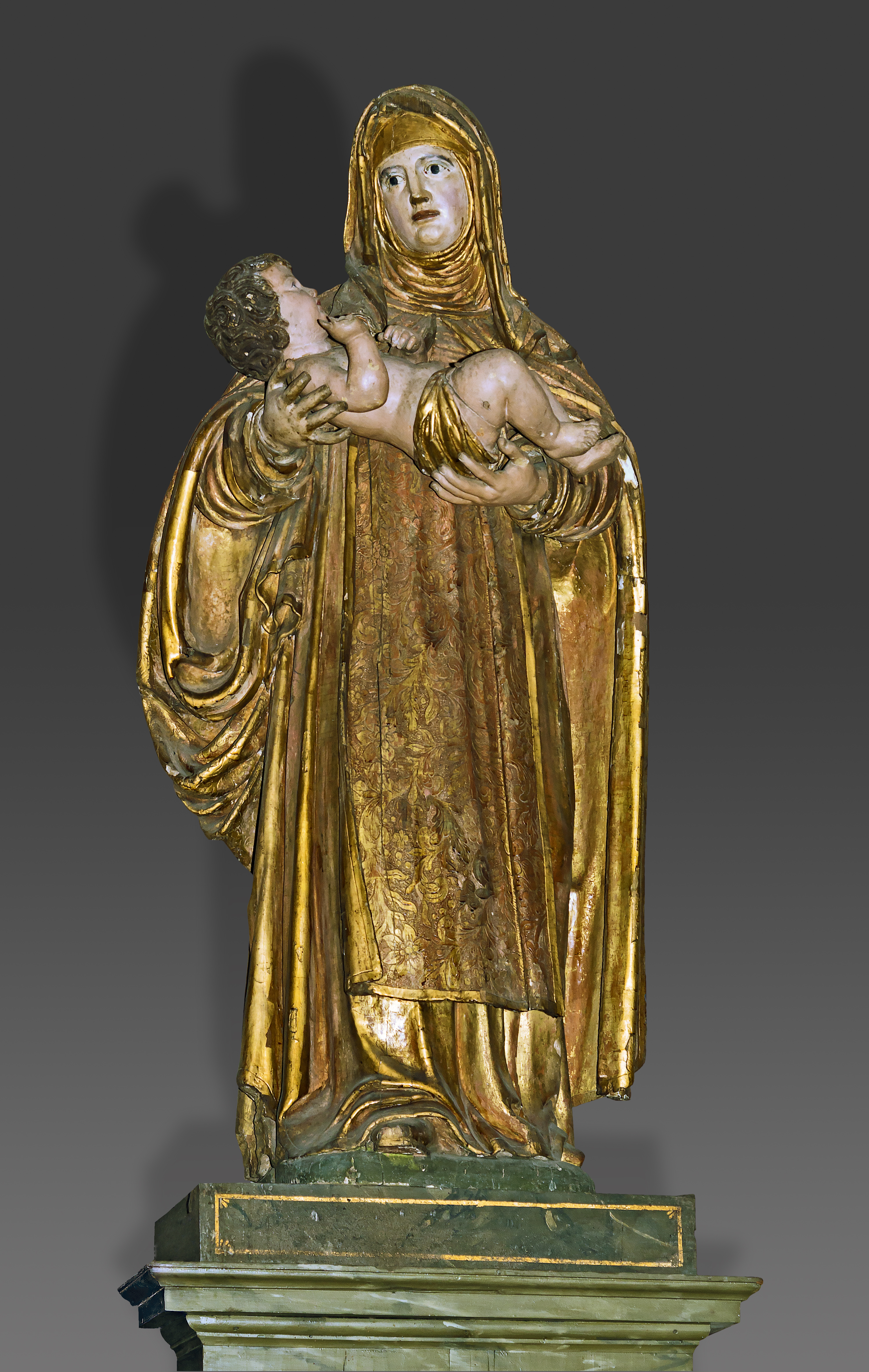
Rose de Lima, église Saint-Exupère de Toulouse.